# 常灯坊

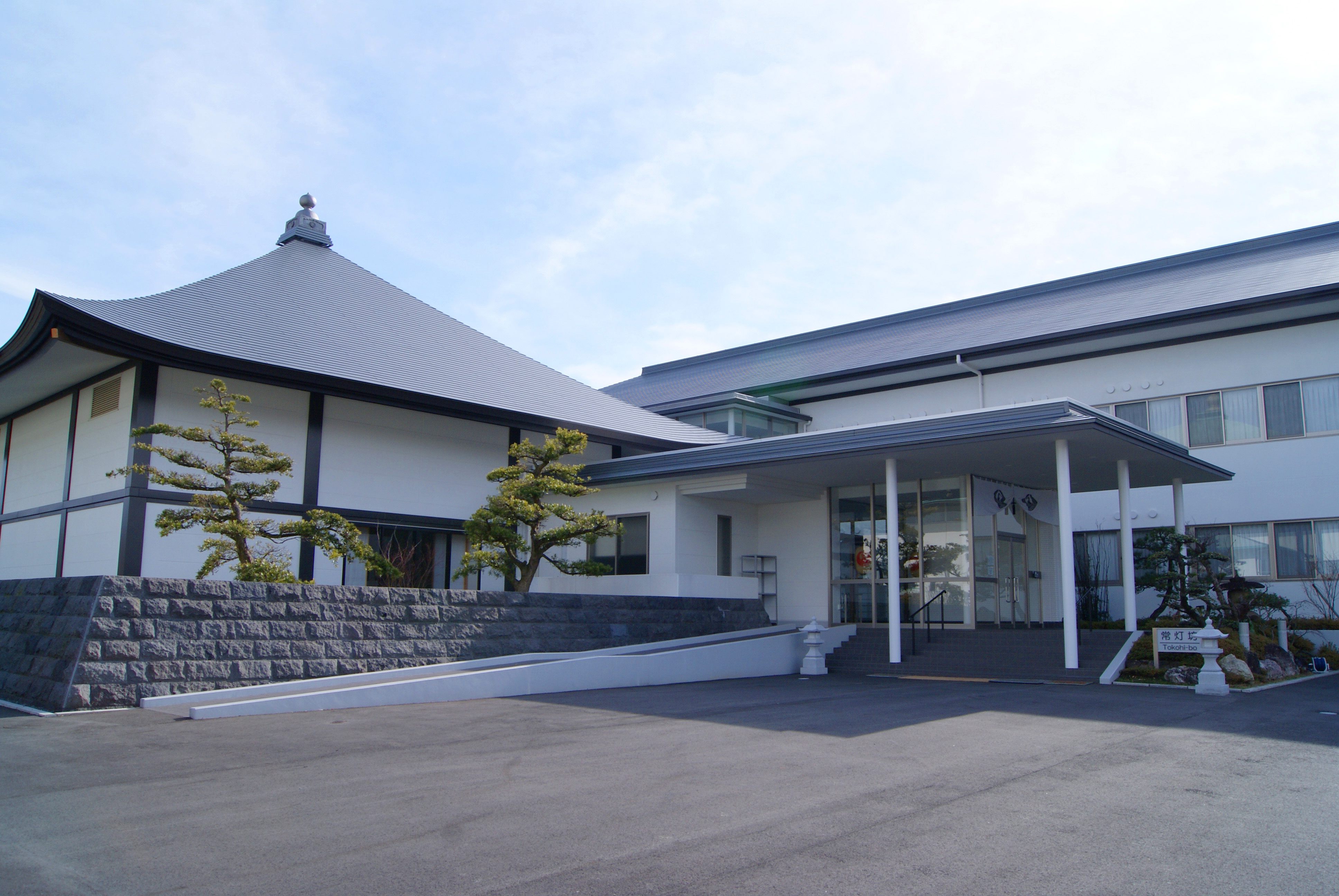
常灯坊

常灯坊（とこひぼう）は、日蓮正宗総本山大石寺の坊舎の一つ。開闡会館（かいせんかいかん）とも称す。

## 歴史
- 昭和47年（1972年）10月18日 - 第66世法主日達の発願、開基として建立される。
- 平成20年（2008年）12月13日 - 立正安国論正義顕揚750年記念局総本山総合整備事業の一環として改築される。

## ギャラリー

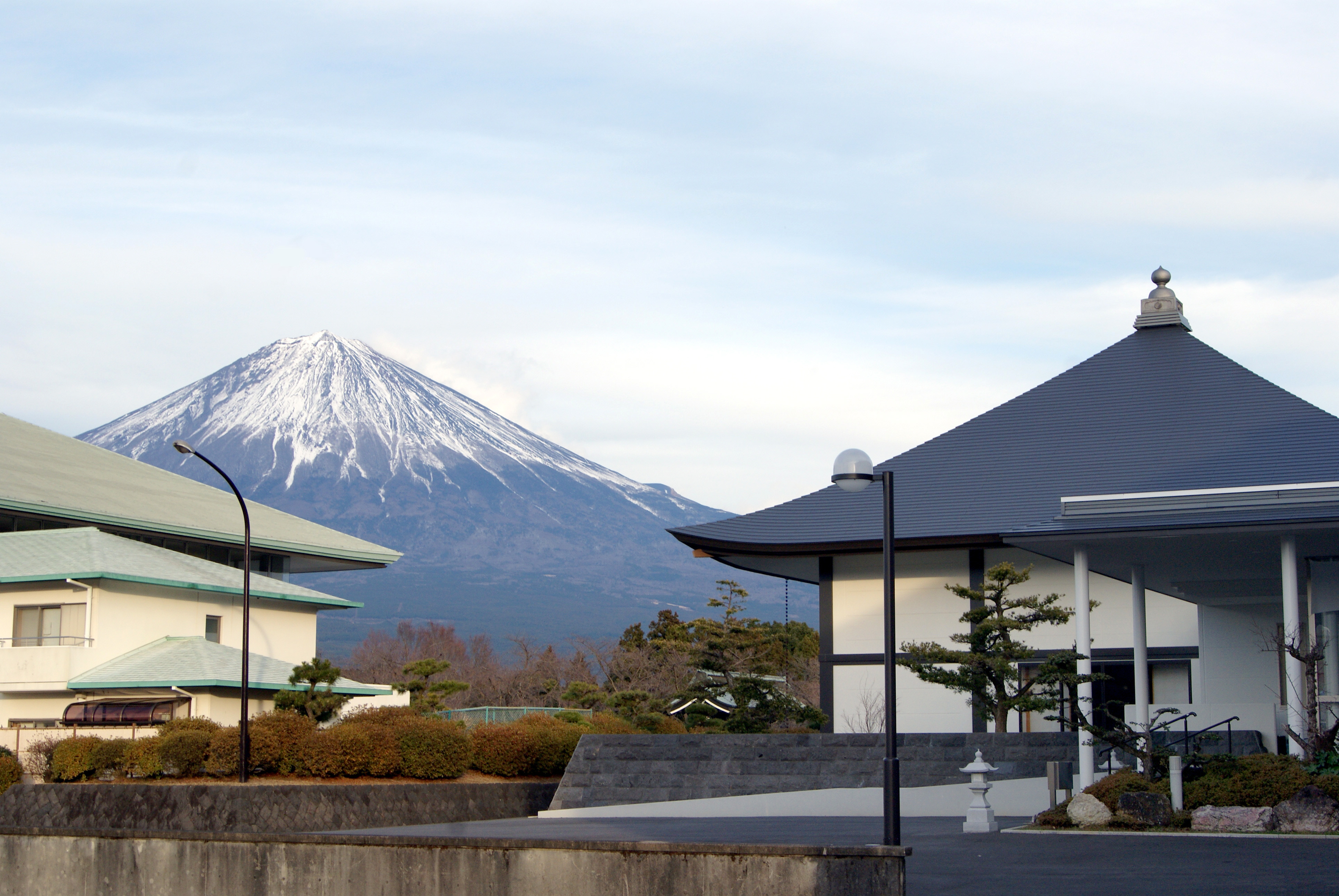
2010年1月撮影